# Nýrov
Nýrov település Csehországban, a Blanskói járásban. Nýrov Sebranice, Kunštát, Svitávka és Letovice településekkel határos. Lakosainak száma 220 fő (2024. január 1.).

## Népesség
A település lakosságának változását az alábbi diagram mutatja:
| Lakosok száma | 232  | 230  | 265  | 254  | 251  | 203  | 197  | 222  | 216  | 220  |
|               | 1869 | 1900 | 1921 | 1961 | 1980 | 2011 | 2016 | 2019 | 2021 | 2024 |